# Белолобая узкоклювая ванга
Белолобая узкоклювая ванга (лат. Xenopirostris damii) — вид птиц из семейства ванговых. Эндемик Мадагаскара. Видовой эпитет дан в честь нидерландского натуралиста Ван Дама (1827—1898, Douwe Casparus van Dam).

## Описание
Длина тела 23 см. У самца чёрная голова, белое горло и широкий воротник, тёмно-серая верхняя часть тела.

## Биология
В рацион входят беспозвоночные (включая жуков, тараканов, других насекомых, червей) и мелкие позвоночные. Эти птицы моногамны. В строительстве из сухих листьев и паутины гнезда принимают участие и самец, и самка.
МСОП присвоил виду охранный статус EN.